# Schelhammera
Schelhammera, biljni rod iz porodice mrazovčevki, smješten u tribus Tripladenieae. Postoje dvije taksonomski priznate vrste trajnica iz Nove Gvineje i istočne Australije (Novi Južni Wales, Queensland, Victoria)

## Vrste
1. Schelhammera multiflora R.Br.
2. Schelhammera undulata R.Br.

## Sinonimi
- Kreysigia Rchb.
- Parduyna Salisb.